# Willie Gonzales
Willie Gonzales, bürgerlich Wilberto Gonzáles (* 13. Mai 1958 in Bayamón, Puerto Rico) ist ein puerto-ricanischer Salsamusiker.

## Leben
Willie Gonzales begann bereits im Alter von 15 Jahren Posaune zu spielen. Später entwickelte er seine Fähigkeiten als Sänger und Komponist. Zusammen mit Eddie Santiago war er Sänger der Band Orquesta Saraguey. Danach wechselten beide zu der Gruppe Conjunto Chaney, die mit dem Titel "Paso la vida Pensando" ihren ersten Hit landen konnten. 1988 nach abermaligem Wechsel zum Orquesta Noche Sensual entwickelten beide sich in die Stilrichtung Salsa Romántica beziehungsweise Salsa Erótica, die in den 1980er Jahren entstand. Die Produktion trug den Namen "Willie González, Original y Único" und verkaufte an die 100.000 Tonträger. Große Erfolge waren die Titel Amor Pirata", "Hazme Olvidarla", und "Quiero Morir en tu Piel".
1991 brachte er unter dem Plattenlabel MP das Album "Willie González, Sin Comparación" heraus, welches Hits wie "Seda", "No Podrás Escapar de Mí, "Vuelve", und  "Ese Soy Yo"  beinhaltete. 1992 kam "Para Usted, el Público" mit den bekannten Hits "He Vuelto", y "Ese Soy Yo" heraus. Auch "Justo a Tiempo" aus dem Jahr 1994 mit "Pequeñas Cosas", "Esa", "Si Supieras" und  "Tanto Amor" war ein großer wirtschaftlicher Erfolg. Nach einer Reihe von Liveauftritten wurde seine gut tanzbare Musik in Europa, USA, Mexiko, Venezuela, Kolumbien, Panama, Peru, Ecuador und der Dominikanischen Republik sehr beliebt.

## Stil und Bedeutung
Ein vom Text und Melodie typisches Lied der Stilrichtung Salsa Romántica ist Willi Gonzales berühmter Song „Seda“:
Seda
| Tu cuerpo es como seda y de tanto quererlo me piya la cabeza, Loco por ti me e vuelto loco bendita esta locura Que me hace tan dichoso... Me vuelvo fiera cuando te miran y no me atrevo a pensar Que un día no sea mia...         | Dein Körper ist wie Seide und wie gerne würde ich sie bis zum Kopf streichen Verrückt nach Dir und ich werde noch verrückter, gesegnet sei diese Verrücktheit Die mich so glücklich macht Ich werde zur Bestie wenn sie Dich ansehen und ich wage es nicht zu denken Dass Du eines Tages nicht die Meine sein könntest                         |
| Tu boca en mi boca Tu pecho en mi pecho Amarte sin freno Dejando la ropa rodar por el suelo Comernos a besos Si un dia te pierdo quien va a remplazarme Tu cuerpo de seda, de seda.....                                            | Dein Mund in meinem Mund Deine Brust in meiner Brust Dich ohne Bremse zu lieben Und Deine Kleidung auf den Boden rollen lassen Wir essen uns mit Küssen auf Wenn ich Dich eines Tages verliere, wer wird mich ersetzen Dein Körper aus Seide, aus Seide…                                                                                       |
| Seda Tu cuerpo es como seda mi piel se va erizando cuando Te siento cerca.. Celos, por tí yo siento celos no puedo imaginarme que otro sea tu dueño Me vuelvo fiera cuando te miran y no me atrevo pensar Que un día no sea mia... | Seide Dein Körper ist wie Seide, meine Haut richtet sich auf Wenn ich Dich in der Nähe spüre Eifersucht, für Dich spüre ich Eifersucht, ich kann mir nicht vorstellen, dass ein anderer Dein Besitzer sein könnte Ich werde zur Bestie wenn sie Dich ansehen und ich wage es nicht zu denken Dass Du eines Tages nicht die Meine sein könntest |
| Quien va a remplazarme tu cuerpo de seda Si es contigo donde nace mis ansias Donde vivo y donde muero Chica tu me acostumbraste a darte lo mejor de mi vida Ahy no me podido imaginarme que fuera tan dichoso                      | Wer wird die Stelle Deines Seidenkörpers einnehmen Wenn es mit Dir ist, wo meine Sehnsüchte geboren werden Dort wo ich lebe und sterbe Mädchen, Du hast mich daran gewöhnt, Dir mein Bestes zu geben Ay, ich kann mir gar nicht ausdenken, so glücklich gewesen zu sein                                                                        |
| Fiel compañera no se que haria si te perdiera pereceria Mi amor que suave tu piel | Treue Gefährtin, ich wüßte nicht, was ich ohne Dich machen sollte, ich würde umkommen Meine Liebe, wie weich ist Deine Haut |
| Quien va a remplazarme tu cuerpo de seda | Wer wird Deinen Seidenkörper ersetzen |
| Nadie puede remplazar esas cosas maravillosas que Produce tu cuerpo al quemarme | Nichts kann diese wunderbare Sache ersetzen, Die Dein Körper produziert, um mich zu verbrennen |
| Si es tu cuerpo de seda me ha puesto tan exotico Te necesito aqui a mi rededor sin tu calor Mi vida no es nada Mmm deja que mis manos se deslizen por tu cuerpo de seda                                                            | Wenn es Dein Körper aus Seide ist, dann bin ich so exotisch Ich brauche Dich hier in meiner Umgebung, ohne Deine Wärme Ist mein Leben nichts Mmh, laß mich mit meinen Händen über Deinen Seidenkörper gleiten |

## Diskografie (Auswahl)
- Original y único (1989)
- Para usted, el público (1990)
- Sin comparación (1991)
- Justo a tiempo (1992)
- Grandes éxitos vol. 1 (1994)
- Hacia un nuevo camino (1995)
- Grandes éxitos vol. 2 (1998)
- Lo nuevo y lo mejor (2006)
- Clasicos en vivo (2006)

## Preise und Auszeichnungen
- Disco de Platino (1989)